# Tan Taşçı

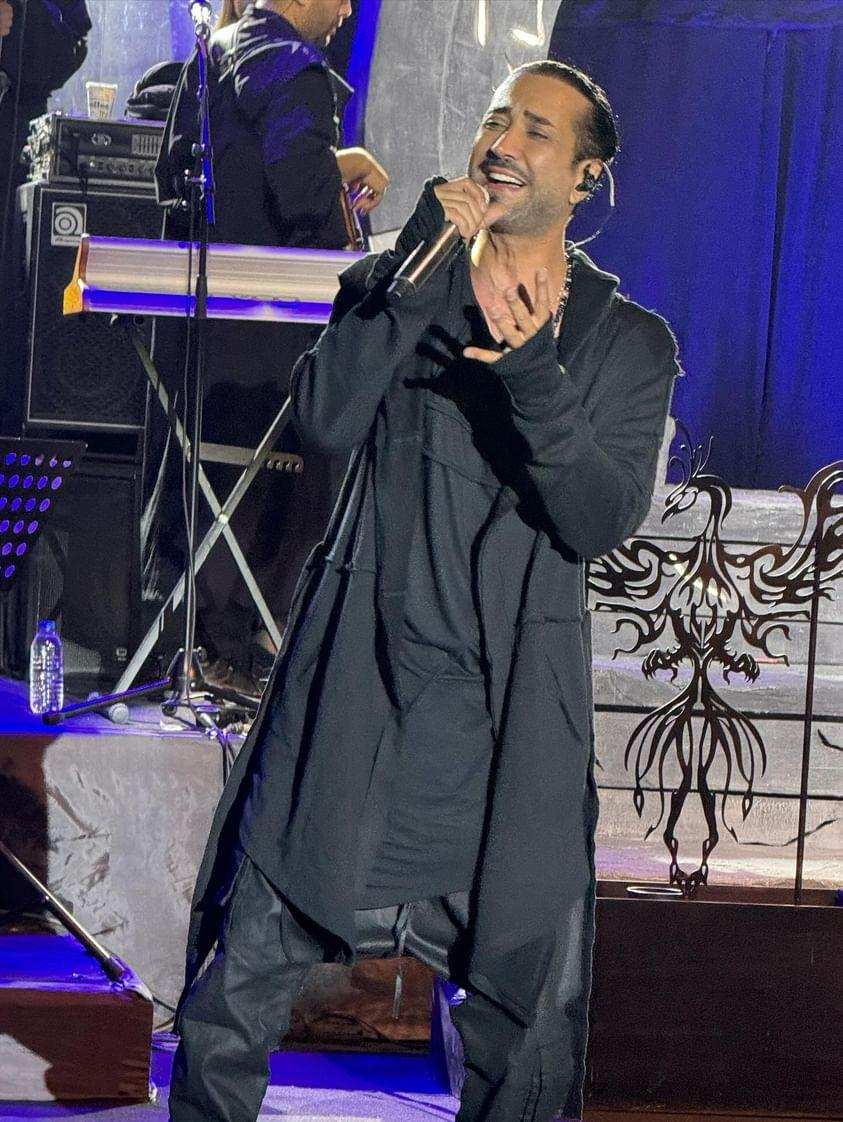
Tan Taşçı (2024)

Tan Taşçı (* 30. Oktober 1981 in Hildesheim) ist ein türkischer Popmusiker und Songwriter.

## Karriere
Seine Musikkarriere begann im Jahr 2005 mit der Veröffentlichung seines Debütalbums Rica Ederim. In seiner Musiklaufbahn hat er mit bekannten türkischen Musikern wie Demet Akalın, Serdar Ortaç, Ebru Yaşar, Harun Kolçak, Sibel Can oder Müslüm Gürses zusammengearbeitet. Tan Taşçı machte sich mit Hits wie Neler Neler, Yıldızlarda Kayar, Barbie Bebek, Benim Gibi Olmayacak, Ona Söyle oder Yalan aufmerksam. Mit dem Musikproduzenten Yasin Keleş hat er die erfolgreichen Songs Ara Ara und Paşa Paşa aufgenommen.

## Diskografie

### Alben
- 2005: Rica Ederim
- 2007: Sözümü Tutamadım
- 2008: Yıldızlarda Kayar
- 2009: İşaret
- 2010: Taş Yürek
- 2012: İlk
- 2016: Sevmek Yetmiyor Bazen
- 2018: Bana Aşktan Söz Etme

### Livealben
- 2021: Söz & Müzik: 16 Kasım 2019 - Bostancı Gösteri Merkezi
- 2021: Tan Taşçı ve Konukları: Evde Yılbaşı (mit Melek Mosso, Rubato & Hakan Aysev)

### EPs
- 2014: İlk Deluxe

### Singles
| - 2005: Rica Ederim - 2005: Asla - 2005: Kalbime Gömüyorum - 2005: Ağla Ağla - 2005: Ben Her Bahar Mutsuzum - 2007: Neler Neler - 2007: Sözümü Tutamadım - 2007: Yağdır Günahları - 2008: Yıldızlarda Kayar - 2009: Biliyor Musun? - 2010: Çanta (mit Demet Akalın) - 2010: Rüyalar Gördüm (mit Esra Balamir) - 2010: Taş Yürek - 2011: Barbie Bebek (Sample von Teriyaki Boyz – Tokyo Drift) - 2011: Ah Bu Şarkıların Gözü Kör Olsun - 2011: Benim Gibi Olmayacak (mit Serdar Ortaç) - 2011: Olanlar Oldu (mit Ebru Polat) - 2012: İlk Bilen Sen Ol - 2013: Sevda - 2013: Gökyüzü (mit Müslüm Gürses) - 2014: Bırak Beni - 2014: Ağrılı Başımız - 2014: Cumartesi (mit Ebru Yaşar) - 2014: Ara Ara (mit Yasin Keleş; Original: Keti Garbi – Kane Kati) - 2015: Paşa Paşa (mit Yasin Keleş) - 2016: Çakal (mit Serdar Ortaç) - 2016: Nasıl Seveceğim? - 2016: Dur - 2017: Hata - 2017: Ona Söyle - 2017: Cumartesi (mit Ceyhun Damla) - 2017: Kurşuna Gerek Yok | - 2017: Gitme Seviyorum (mit Harun Kolçak) - 2018: Bi' Başka Ayrıldık - 2018: Beş Dakika (mit Sibel Can) - 2018: Aşksa Gel - 2019: Yalan (Akustik) - 2020: Git Gidebilirsen - 2020: Ezberleri Bozalım (mit Rubato) - 2020: Cumartesi - 2020: Sen Üzülme - 2022: Gayrı - 2022: Yolun Sonu Görünüyor - 2022: Zor İşimiz, Zor - 2023: Bi' Yanlış (mit Yasin Keleş) - 2023: Tutunamıyorum (mit Yasin Keleş) - 2023: Herhalde - 2023: Bilsem Ki - 2023: Urfa'nın Etrafı Dumanlı Dağlar - 2023: Dikenler (mit Yasin Keleş) - 2024: Dön Geri - 2024: Aklında Kalmasın (mit Beşir Bayraktar) - 2024: Zorlu Sevdam - 2024: Defoluyorum (mit Ramoon) - 2024: Heba (mit Emre Şen) - 2025: Yok Başka Hayalim - 2025: Bazı Gerçekler - 2025: Bi' Damla (mit Gülden) - 2025: Kızılca Şerbet (mit Seda Sayan) - 2025: Toydum (mit Seda Eylül Tansık) - 2025: Sokağından Geçmezdim - 2025: Küçük Hesaplar - 2025: Giderken |

Quelle:

### Gastauftritte
- 2009: Affet (von Deha Bilimlier – Hintergrundstimme)
- 2011: Duvaksız Gelin (von Levent Dörter – Hintergrundstimme)
- 2011: Kırk Yılda Bir (von Levent Dörter – Hintergrundstimme)
- 2012: Tamirci (von Semra San – Hintergrundstimme)

### Songwriting (Auswahl)
- 2016: Bilir Mi? (von Feride Hilal Akın)
- 2017: Nüans (von Serdar Ortaç & Yasin Keleş)
- 2019: N’apıyorsan Yap (von Demet Akalın)